# Alsacia
Alsacia (în alsaciană ’s Elsàss sau ’s Elses, în franceză Alsace, în germană Elsass) este o regiune în estul Franței, învecinată cu Germania. În germană acest nume se scria odinioară Elsaß. Această regiune avea în componența sa două departamente, Haut-Rhin și Bas-Rhin. Alsacia și-a încetat existența ca regiune administrativă separată la 1 ianuarie 2016, când a fuzionat cu regiunile Lorena și Champagne-Ardenne, formând împreună regiunea Grand Est. Pe de altă parte, de la 1 ianuarie 2021 în cadrul acesteia din urmă va lua ființă o nouă colectivitate teritorială, numită collectivité européenne d'Alsace.
Situată la limita dintre lumile latină și germană, Alsacia a resimțit multiple curente istorice și culturale. Amprentele acestora sunt încă prezente in spiritul locuitorilor, care sunt în mare majoritate de origine etnică germană. Atribuită Germaniei după partajul Imperiului Carolingian din anul 843, Alsacia a fost anexată de Franța în 1681, sub domnia regelui Ludovic al XIV-lea. În urma războiului franco-prusac din 1870 regiunea revine Germaniei, dar este din nou încorporată Franței în 1918. Între 1940 și 1945, regiunea a fost ocupată de Germania nazistă. Capitala alsaciană Strasbourg, simbol al reconcilierii franco-germane, a fost aleasă în 1949 să găzduiască instituțiile europene.

## Orașe importante
- Strasbourg
- Mulhouse
- Colmar

## Vezi și
- Muzeul Alsacian din Strasbourg